# 정체 시대
"정체 시대"(러시아어: Пери́од засто́я Períod zastóya[*], 또는 Эпо́ха засто́я Épokha zastóya[*])는 미하일 고르바초프가 창안한 용어로, 레오니트 브레즈네프(1964~1982)의 통치 시기부터 유리 안드로포프와 콘스탄틴 체르넨코까지 이어진 소련의 경제, 정치, 사회 정책을 부정적으로 바라보는 표현이다. 브레즈네프 침체기(Brezhnevian Stagnation)이라 불리기도 한다.

## 같이 보기
- 전후 경제호황